# Jordi Garcés

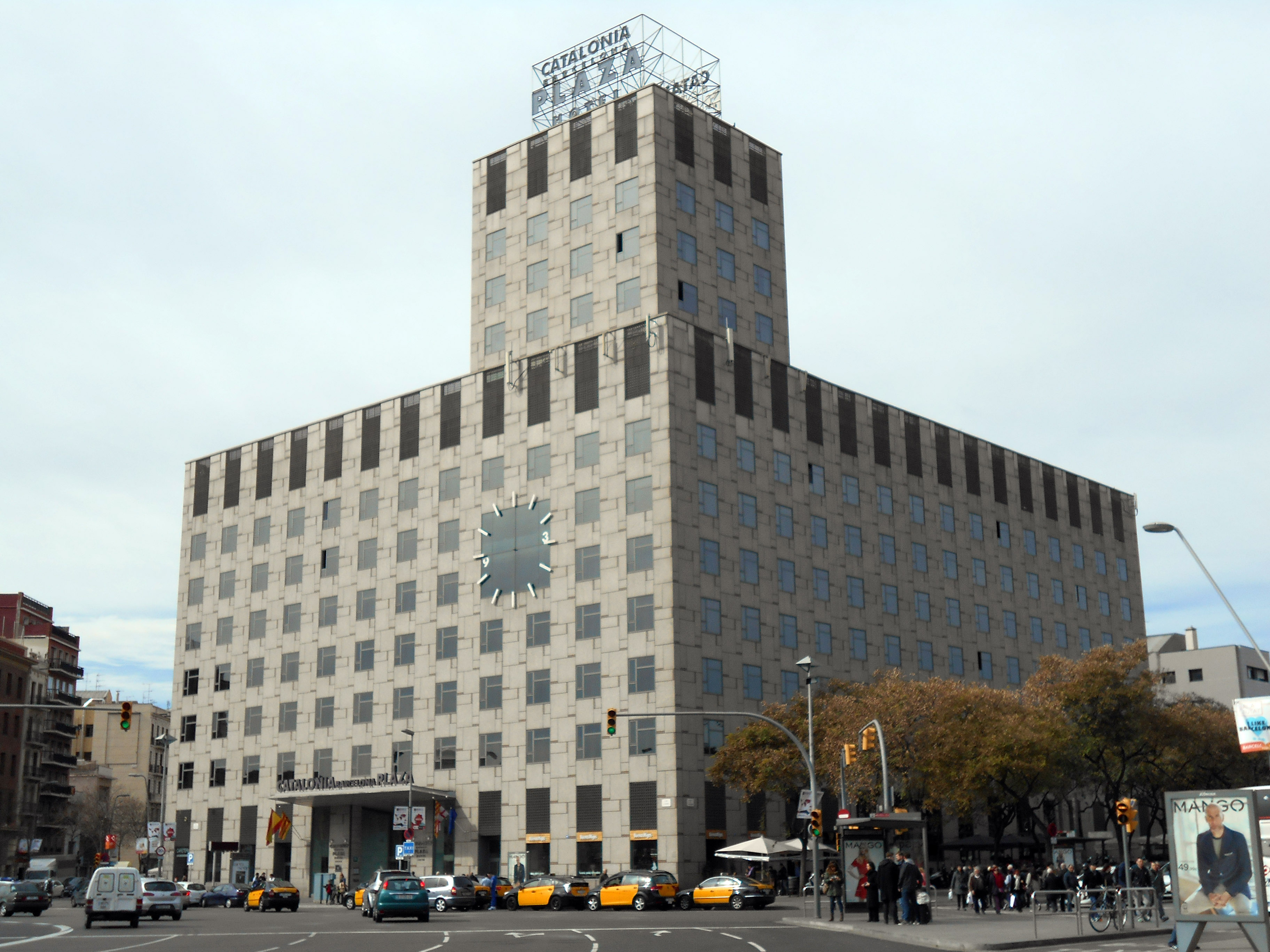
Hotel Plaza (1989-1992), de Jordi Garcés y Enric Soria.

Jordi Garcés i Brusés (Barcelona, 25 de junio de 1945) es un arquitecto español.
Estudió en la Escuela Técnica Superior de Arquitectura de Barcelona, donde se tituló en 1970. Durante sus estudios trabajó en el despacho Martorell-Bohigas-Mackay y con Ricardo Bofill. Profesor de Proyectos en la Escuela Eina (1971-1973) y en la Escuela Técnica Superior de Arquitectura de Barcelona desde 1975. En 1987 se doctoró en Arquitectura por la Universidad Politécnica de Cataluña. Catedrático de Proyectos desde 1990, ha sido asesor en la Organización de Ponencias y Conferencias del Congreso de la U.I.A.'96. Profesor convidado en la École Polytechnique Fédérale de Lausanne (Suiza), ha participado como jurado en numerosos concursos y premios. En 1991 ganó el premio FAD, y en 1996 el premio Ciudad de Barcelona. Trabaja asociado con Enric Sòria i Badia.

## Obra

### Museos
- 1979-1987 Museo de la Ciencia de Barcelona.
- 1981-2003 Museo Picasso de Barcelona.
- 1986-1990 Museo de Arte de Navarra (Pamplona).
- 1989-1993 Museo de la Ciencia y el Cosmos de Tenerife.
- 1998-2000 Nueva sede del Museo Egipcio de Barcelona.
- 1998-1999 Fundación Francisco Godia, sede la de c. Valencia de Barcelona.
- 2007-2008 Fundación Francisco Godia, sede la Casa Garriga Nogués de Barcelona (reforma).
- 2009-2010 Harinera Costa de Vich.
- 2010-2011 Museo Picasso de Barcelona (ampliación).

### Escuelas
- 1986-1987 Escuela de Pintura Mural en San Sadurní de Noya.
- 1992-1994 Escuela pública en Hospitalet de Llobregat.
- 1996-1997 Ágora Jordi Rubió i Balaguer en el Campus de la Ciudadela de la UPF.
- 1997-1999 Instituto de Enseñanza Secundaria en Roda de Ter.
- 1999-2001 Edificio C.E.S.T.I.C. en el Eje Macià de Sabadell.

### Otras obras
- 1982-1983 Centro Social en Seo de Urgel.
- 1983-1985 Centro de Asistencia Primaria en Mora la Nueva.
- 1989-1990 Hotel Plaza, Barcelona.
- 1990-1991 Pabellón Olímpico del Valle de Hebrón, Barcelona.
- 1994-1996 Cine-Teatro IMAX, Barcelona.